# Carcagny
Carcagny är en kommun i departementet Calvados i regionen Normandie i norra Frankrike. Kommunen ligger i kantonen Tilly-sur-Seulles som ligger i arrondissementet Caen. År 2022 hade Carcagny 275 invånare.

## Befolkningsutveckling
Antalet invånare i kommunen Carcagny
Referens: INSEE